# Lomariopsis fendleri
Lomariopsis fendleri är en ormbunkeart som beskrevs av D. C. Eat. Lomariopsis fendleri ingår i släktet Lomariopsis och familjen Lomariopsidaceae. Inga underarter finns listade.